# Rudolf III. (Sachsen-Wittenberg)

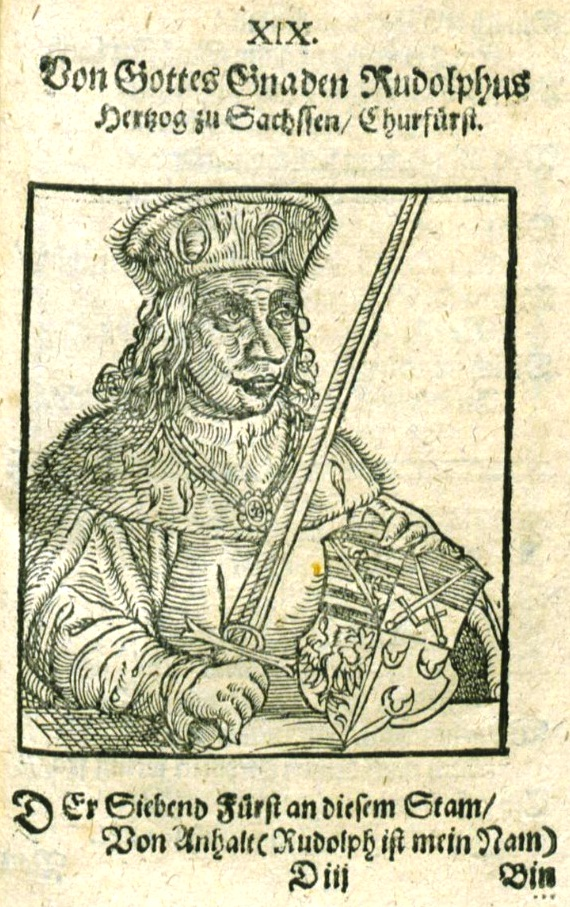
Bildnis Rudolf III. nach Johann Agricola 1562

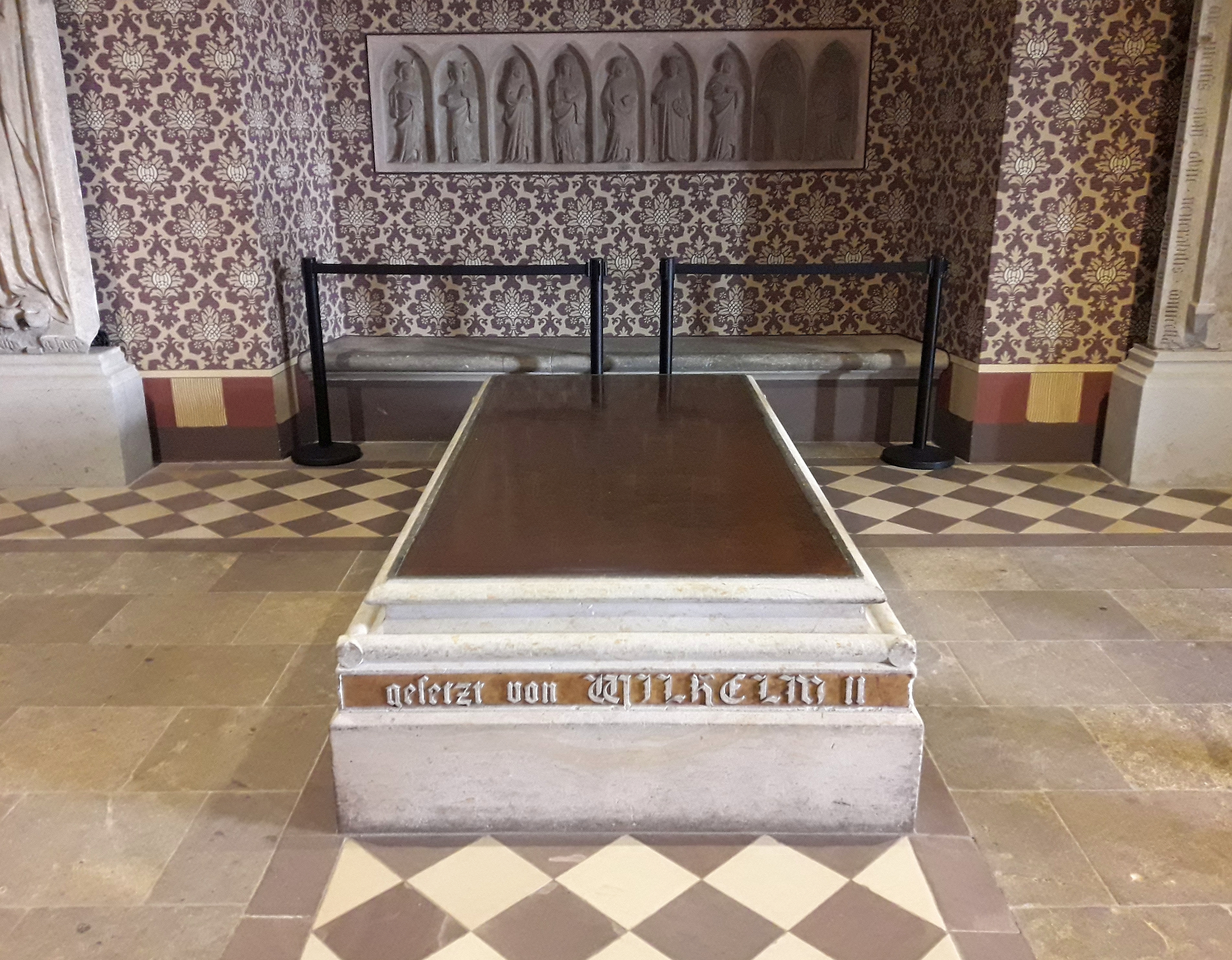
Grabmal der askanischen Fürsten von Sachsen-Wittenberg in der Schlosskirche Wittenberg

Rudolf III. (* um 1373 in Wittenberg; † 11. Juni 1419 in Böhmen) aus dem Geschlecht der Askanier war Herzog von Sachsen-Wittenberg und Kurfürst des Heiligen Römischen Reiches. Er regierte von 1388 bis 1419.

## Leben
Als der älteste Sohn von Wenzel übernahm Rudolf III. nach dessen Tod im Jahre 1388 die Regierungsgeschäfte von Sachsen-Wittenberg. Er lag viele Jahre hindurch in Fehde mit dem Erzbischof von Magdeburg. Er gab dem Stift „Allerheiligen“ zahlreiche Einkünfte.
Rudolf III. wurde 1419 vom König nach Böhmen gesandt, um den dort mit dem ersten Prager Fenstersturz begonnenen Aufstand der Hussiten zu beenden (siehe Hussitenkriege). Er starb schon auf dem Weg dorthin, vermutlich nachdem ihm Gift verabreicht worden war. Seine Grabstätte befand sich im Franziskanerkloster Wittenberg. Der Sarg mit den Gebeinen wurde im ausgehenden 19. Jahrhundert in die Kirchturmgruft der Wittenberger Schlosskirche überführt und während der Zeit des Zweiten Weltkrieges der Familiengrablege beigegeben.

## Familie
Rudolf heiratete 1387/1389 Anna von Meißen († 4. Juli 1395), die Tochter des Mark- und Landgrafen Balthasar von Meißen und Thüringen und in zweiter Ehe am 6. März 1396 Barbara († 17. Mai 1435), die Tochter des Herzogs Ruprecht I. von Liegnitz. Aus diesen Ehen gingen folgende Kinder hervor:
- Scholastika (1393–1463) ⚭ Herzog Johann I. von Sagan
- Rudolf († 1406)
- Wenzel († 1407)
- Siegmund († 1407)
- Barbara (1405–1465) ⚭ Markgraf Johann von Brandenburg-Kulmbach